# Cunomyia unica
Cunomyia unica är en tvåvingeart som beskrevs av Daniel J. Bickel 1998. Cunomyia unica ingår i släktet Cunomyia och familjen dansflugor.
Artens utbredningsområde är Tasmanien. Inga underarter finns listade i Catalogue of Life.